# Le Siège de Rome

Le siège de Rome est une nouvelle de Jules Verne, écrite vers 1854. Elle ne parut qu'en 1993.

## Résumé
L'histoire se déroule en 1849, au moment où le pape est obligé de s'exiler à Gaète, chassé par l'insurrection italienne qui met en place une Constituante, avec, à sa tête, Giuseppe Mazzini. Pour rétablir l'autorité de Pie IX, Louis-Napoléon Bonaparte envoie un corps expéditionnaire en Italie. Parmi les soldats de la troupe, se trouvent Henri Formont, jeune homme à l'extrême mélancolie, et deux de ses amis, Annibal de Vergennes et Jean Taupin. La tristesse de Formont s'explique par le fait que sa fiancée a été enlevée par un certain Corsetti, qui la retient prisonnière dans les souterrains de Rome. Marie est devenue folle. Au moment du dernier assaut, Corsetti, plein de haine, poignarde la jeune femme et s'enfuit en tentant de faire sauter la cellule. En découvrant sa bien-aimée morte, Formont tombe évanoui. À leur arrivée, ses amis ne trouvent plus que deux cadavres. Quant à Corsetti, il disparut en gagnant la campagne.

## Personnages
- Andreani Corsetti, jeune homme d'une figure basse et méchante, d'origine italienne, ex-secrétaire séculier de Pie IX.
- Pie IX, pape[2].
- Giuseppe Garibaldi[3].
- Duc Oudinot de Reggio, général en chef du corps expéditionnaire français[4].
- Regnault Saint-Jean d'Angély, général des troupes.
- Henri Formont[5], jeune capitaine d'état-major, d'origine française.
- Annibal de Vergennes, lieutenant de génie, camarade d'Henri Formont.
- Jean Taupin, sapeur, d'une force herculéenne.
- Marie, ancienne fiancée d'Henri Formont, devenue folle après son enlèvement par Corsetti.
- Vaillant, lieutenant-général du génie[6].

## Sources
Pour sa nouvelle, Verne s'inspire sans doute d'un récit de voyage paru en 1854 dans le Musée des familles. Cet article conte l'histoire d'une jeune femme dont le fiancé est mort à la bataille de la Villa Pamphili, durant le siège de la ville. Son père l'oblige à épouser un autre homme, son cousin. Elle accepte, mais auparavant elle tient à récupérer la bague que son fiancé portait au doigt. Elle découvre sur place que celui-ci a été assassiné d'une balle dans le dos et que c'est l'homme qu'elle allait épouser qui est responsable du crime. 
Verne suit à peu près la trame de l'article, mais en interchangeant les rôles. Le fait que le récit parut en 1854 permet de situer la rédaction de la nouvelle cette même année.